# Waldparkring Mingolsheim
Der Waldparkring Mingolsheim war von 1949 bis 1958 eine Motorsport-Rennstrecke im Bad Schönborner Stadtteil Mingolsheim.

## Geschichte

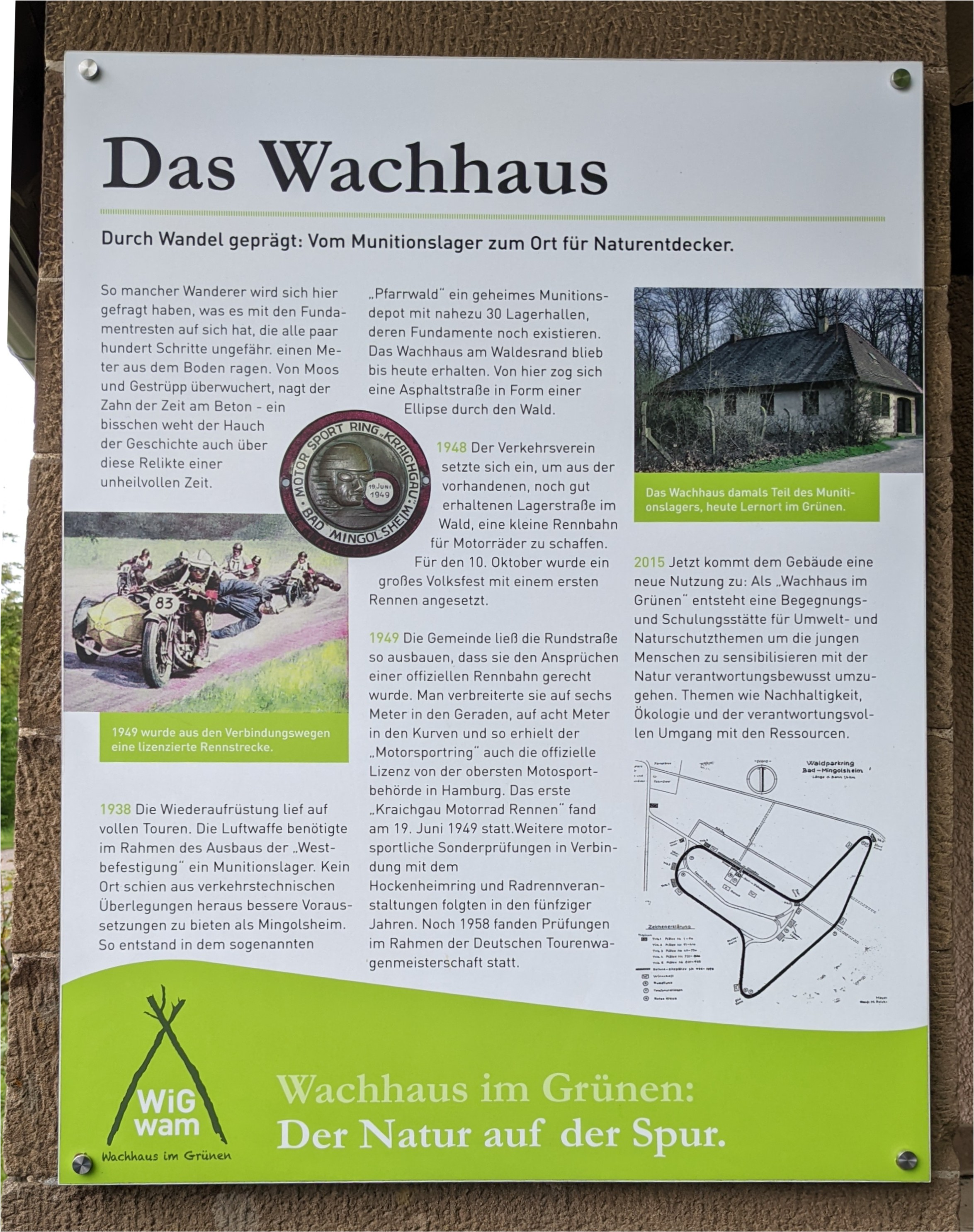
Infotafel am Wachhaus

Die Rennstrecke lag auf dem Gelände eines ehemaligen Militärdepots der Wehrmacht. 1948 entstand seitens der Bürgerschaft die Idee, aus der gut ausgebauten Lagerstraße im Wald eine kleine Rennbahn zu schaffen.
Gemeindeverwaltung und Verkehrsverein unterstützten den Plan des „Motorsportring Kraichgau“ finanziell. Am 10. Oktober 1948 wurde der Waldpark mit einem Volksfest eingeweiht und übergeben. Zum Programm gehörten damals unter anderem ein Radrennen und ein Geschicklichkeitsfahren für Motorräder. Zu der Veranstaltung erschienen ungefähr 10.000 Besucher.
Die Gemeindeverwaltung ließ die Strecke im Frühjahr 1949 ausbauen, dass sie auch die an eine Automobilrennstrecke gestellten Anforderungen erfüllen konnte. Die Fahrbahnbreite wurde auf sechs Meter und in den Kurven auf acht Meter verbreitert. Außerdem wurden eine Boxenanlage und ein Turm für die Rennleitung errichtet.
1949 erhielt der Vorstand des „Motorsportrings“ von der obersten Motorsportbehörde in Hamburg eine Rennstreckenlizenz.

## Veranstaltungen

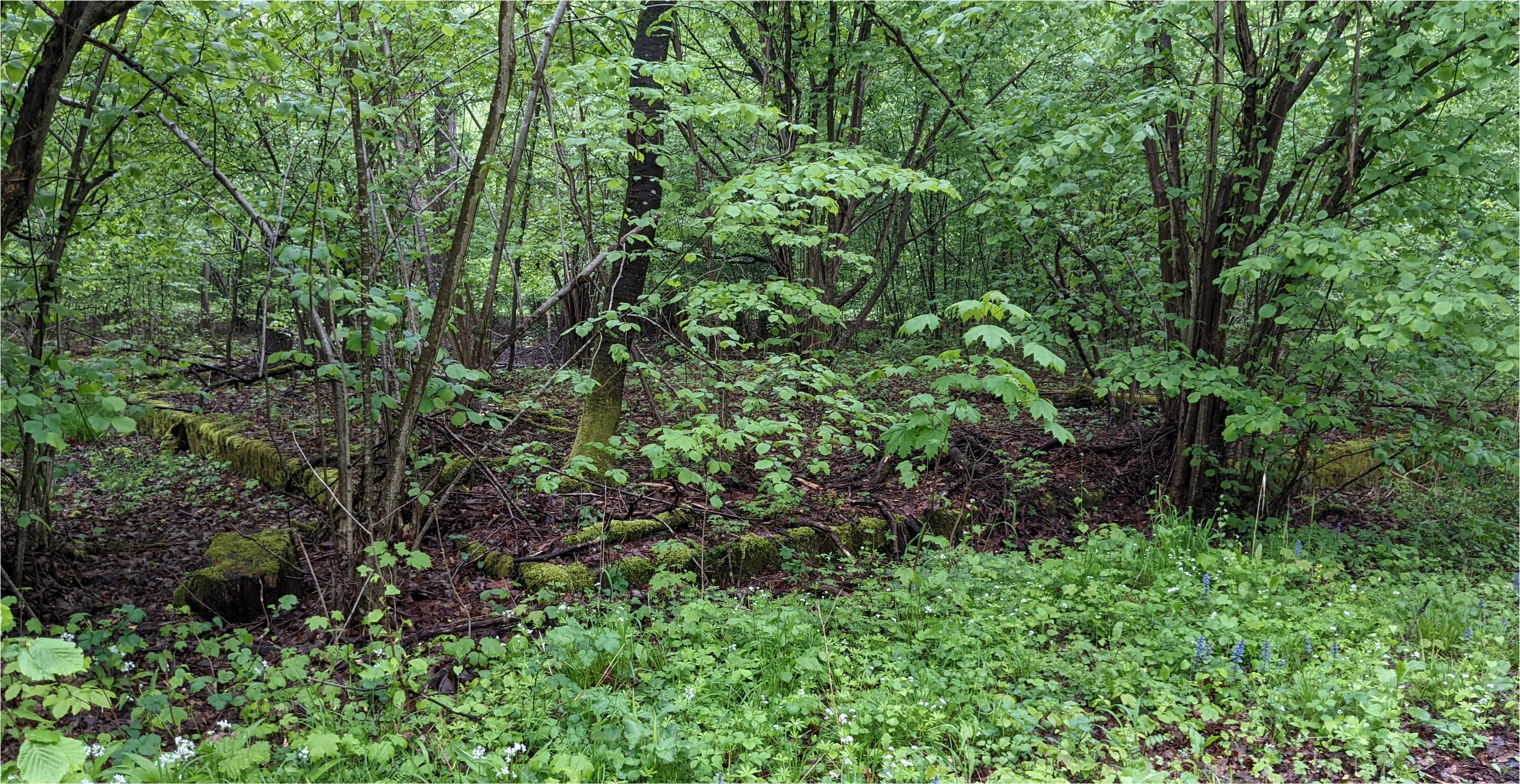
Grundmauernreste der Munitionslager wurden von der Natur zurückerobert

Jährlich wurde das Motorradrennen „Kraichgauer Waldparkring“ ausgerichtet. Das erste offizielle „Kraichgau Motorrad Rennen“ fand am 19. Juni 1949 statt. Die zweite Ausgabe wurde am 11. Juni 1950 angesetzt. Ein drittes, bereits für den 3. September 1950 angesetztes Rennen wurde im Vorfeld abgesagt.
In den 1950er-Jahren folgten weitere Rennen (Sonderprüfungen) und Radrennveranstaltungen, wie drei Internationale Radrennen auf dem Waldparkring, die von 1949 bis 1952 vom Kronauer Radsportverein „Ideal“ ausgerichtet wurden. Des Weiteren fanden noch Trainingsfahrten statt, die nach mehreren schweren und tödlichen Unfällen 1958 gänzlich aufgegeben wurden. Die Ruinen der vielen Munitionsgebäude und Baracken sind inzwischen zugewachsen, sind aber immer noch erkennbar. Der Rundkurs wird von Spaziergängern, Joggern und Sportlern genutzt.